# Фроиш, Луиш
Луиш Фроиш (порт. Luís Fróis, 1532–1597) — португальский католический священник, отец-иезуит, миссионер.
Родился в Лиссабоне, в благородной семье. В детстве служил при португальском королевском дворе. В 1548 году стал членом Общества Иисуса. В том же году отправился в Восточноиндийские провинции Общества с центром в Гоа. В 1561 году принял священство.
С 1563 года работал в Японии. С 1565 года проповедовал в Киото. В 1569 году победил на религиозном диспуте буддистского монаха Асаяму Нитидзё. Получил патронат для иезуитской миссии в Центральной Японии от магната Оды Нобунаги. В 1577 году предназначен супериором региона Бунго. В 1580 году посетил замок Адзути, резиденцию Нобунаги. Благодаря феноменальной памяти быстро овладел японским языком, работал переводчиком и секретарём глав иезуитской миссии в Японии. Выполнял обязанности помощника ревизора Алессандро Валиньяно (1580–1582) и вице-провинциала Японии Гаспара Коэльо (1583–1586).
После указа Тоётоми Хидэёси 1587 г. об изгнании миссионеров жил в Кадзусе. В 1591 г. вместе с визитатором Валиньяно вёл переговоры об отмене указа на аудиенции Хидэёси в Киото. С 1595 г. жил в Нагасаки. В 1580–1589 гг. издал многотомную «Историю Японии», ценный источник по истории, философии и религиоведения Японии XVI века. Автор этнографического «Трактата» о сравнении европейской и японской культур, а также «Записей об мученичестве 26 японских святых». Умер в Нагасаки.